# Стругі (Лодзинське воєводство)
Стругі (пол. Strugi) — село в Польщі, у гміні Вешхляс Велюнського повіту Лодзинського воєводства.
У 1975-1998 роках село належало до Серадзького воєводства.